# Dima Bilan

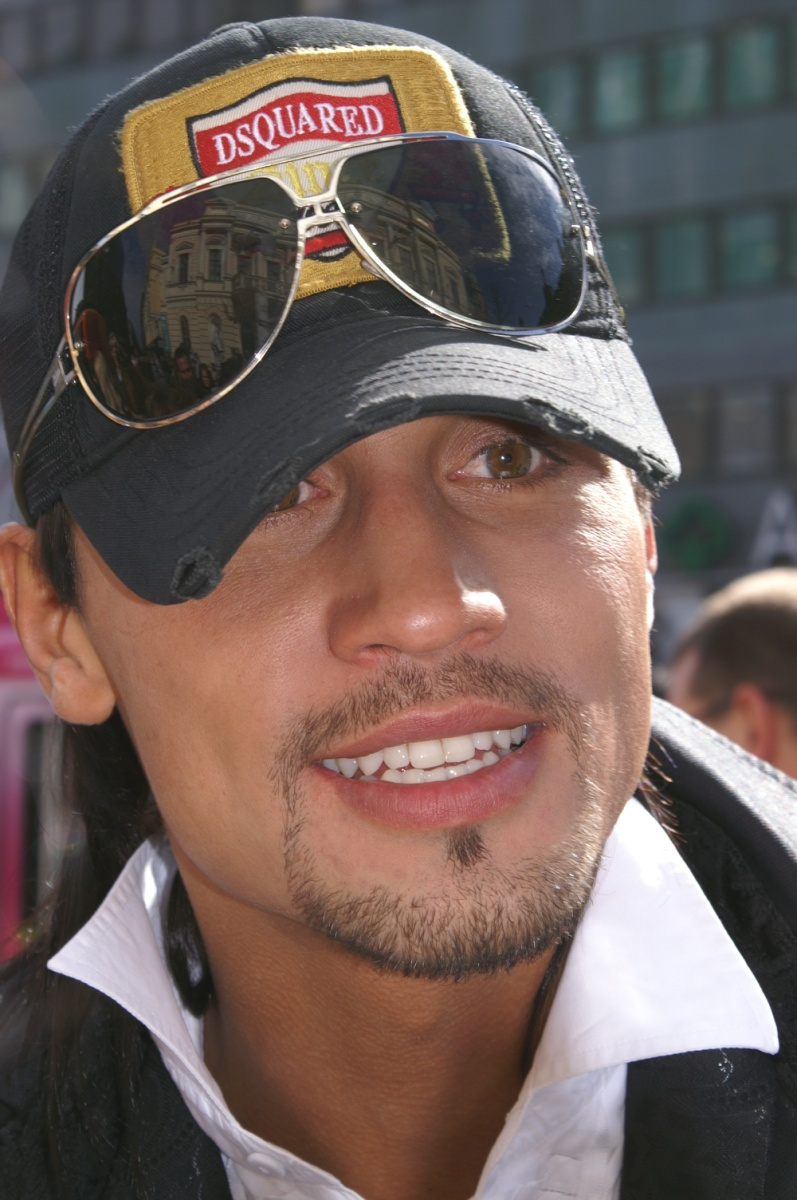
Dima Bilan

Dima Bilan (în rusă Ди́ма Била́н; născut Víktor Nikoláevici Belán, în rusă Ви́ктор Никола́евич Бела́н, n. 24 decembrie 1981, Ust-Dzheguta⁠(d), RSFS Rusă, URSS) este un artist pop, cântăreț și cantautor rus, de origine karaciai. Dima a câștigat concursul Eurovision ediția 2008 cu piesa Believe ca reprezentant al Rusiei, iar la ediția din 2006 a concursului Eurovision s-a clasat pe locul II, cu piesa Never Let You Go, tot ca reprezentant al Rusiei.

## Biografie
Când a avut 1 an, părinții săi s-au mutat în locuința bunicii sale din orașul Naberezhnye Chelny, în Tatarstan. La vârsta de șase ani s-a mutat în Kabardino-Balkaria, unde s-a dus la școală împreună cu sora sa. S-a implicat în numeroase activități artistice, a cântat și a recitat poezii.
Dima a absolvit studii de canto clasic la Academia de muzică Gnesin . Și-a făcut debutul la festivalul ruso-leton „New Wave” în 2002, unde a ocupat locul 4. În 2003, și-a lansat albumul de debut, intitulat „Nochnoy Huligan” („Huligan de noapte”), care a inclus coveruri ale pieselor „Caruso”, interpretată de Lucio Dalla și „Fever”, interpretată de Elvis. În 2004, a lansat single-ul de succes „Na beregu neba”, care a dat și numele celui de-al doilea album.
Produs de regretatul Yury Aizenshpis, muzician rus faimos pentru colaborările cu Viktor Tsoi în Uniunea Sovietică, Dima Bilan a încercat în 2005 să se califice la etapa internațională a concursului Eurovision cu melodia Not That Simple, dar s-a clasat pe poziția a doua la selecția națională. Videoclipul versiunii ruse a melodiei a fost cel mai scump din industria muzicală rusă. În decembrie 2005 Dima a primit două gramofoane de aur, în Sankt Petersburg și Alma Ata, pentru piesa „Ti doljna ryadom bit” („Trebuie să îmi fii aproape”). În timpul filmărilor la „Novie pesni o glavnom” (Cântece noi despre chestiunea principală) a primit un premiu de la Canalul 1, acordat de un juriu profesionist. Dima a fost votat de public omul anului în show-business. La sfârșitul aceluiași an a acceptat invitația unei agenții americane, de a interpreta soundtrack-ul musicalului Peter Pan. În decembrie, clipul piesei „Ya pomnu tebya” („Mi-aduc aminte de tine”) a fost filmat în grădina botanică. Clipul a fost fantastic realizat, redând magia și atmosfera de an nou. Pe 14 martie 2006, Dima Bilan a luat parte la „Zolotaya sharmanka” (Golden street organ) al International Music Awards în Kiev, unde a primit premiul pentru cântărețul anului. La același eveniment a cântat piesa incendiară „Never let you go”, cu care va concura la Eurovision.
Dima Bilan a concurat în 2008 la concursul Eurovision, cu melodia „Believe”, unde a primit numeroase voturi din partea publicului și note mari din partea juriului.

## Triumful la MTV
Pe 21 septembrie 2005, Dima Bilan a câștigat două premii la prestigiosul MTV Russian Music Awards. A câștigat premiul pentru cel mai bun interpret și cel mai bun actor al anului. În noiembrie Dima și-a adjudecat un nou premiu, câștigând titlul pentru cea mai bună prestație rusă la MTV Europe Music Awards din 2005, desfășurat la Lisabona.

## Reprezentând Rusia la Eurovision 2006
La mijlocul lunii martie 2006, Dima Bilan a fost ales de Canalul 1 rus, să reprezinte Rusia la Eurovision Song Contest, care urma să aibă loc la Atena. Din 37 de țări participante, Dima s-a clasat pe locul doi cu piesa dark pop Never Let You Go, egalând cea mai bună clasare a Rusiei la Eurovision - Alsou cu piesa Solo, care a ocupat locul secund în 2000.
Dima a obținut 248 puncte - cu 44 mai puțin decât cântecul câștigător Hard Rock Hallelujah interpretat de finlandezii de la Lordi - și a primit punctajul maxim, de 12 puncte, de la șapte țări: Armenia, Belarus, Finlanda, Israel, Letonia, Lituania și Ucraina. Singurele țări care nu i-au acordat niciun punct lui Dima au fost Monaco și Elveția.
Prezența scenică a Rusiei includea două balerine și un pian alb acoperit cu petale de trandafir roșu, din care la jumătatea piesei ieșea o figură feminină, care semăna cu o fantomă. Dima a purtat un maieu alb pe care era inscripționat numărul său de intrare în concurs - 13 în semi-finală, respectiv 10 în finală. Datorită rezultatelor slabe înregistrate de cântăreții ruși în anii anteriori, Dima a trebuit să concureze și în semi-finala de pe 18 mai. El s-a clasat în primii zece (locul 3 cu 217 puncte) și s-a calificat în finala de pe 20 mai, ca favorit al caselor de pariuri.

## Reprezentând Rusia la Eurovision 2008
Pe 9 martie 2008, Dima a fost selectat din nou să reprezinte Rusia la concursul Eurovision, cu piesa Believe produsă de Dima Bilan & Jim Beanz. Anul acesta Dima și-a îmbunătățit rezultatul și a câștigat concursul pentru Rusia! A fost singurul an câștigat de Rusia.

## Discografie

### Albume
- 2003 Ia nocinoi huligan (Я ночной хулиган - Sunt un huligan de noapte)
- 2004 Na beregu neba (На берегу неба - La malul cerului)
- 2006 Vremea-rieka (Время-река)
- 2008 Protiv pravil (Против правил)
- 2009 Believe

### Single-uri
- 2003 Ia nocinoi huligan (Я ночной хулиган - Huligan de noapte)
- 2005 Tî doljna readom bîti (Ты должна рядом быть - Ar trebui să fi lângă mine;varianta în engleză "Not That Simple")
- 2005 Kak hotel ia Ya (Как хотел я - Așa cum vreau)
- 2005 Ia tebia pomniu (Я тебя помню - Mi-aduc aminte de tine)
- 2006 Eto bîla liubov (Это была любовь - Ar fi fost dragoste)
- 2006 Never Let You Go (Eurovision Song Contest 2006)
- 2006 Nevozmojnoie vozmojno (Невозможное возможно - Imposibilul este posibil;varianta în engleză "Lady Flame")
- 2007 Vremea-rieka (Время река - Timpul se scurge ca și apa;varianta în engleză "See What I See")
- 2007 Number One Fan (produsă de Timbaland)
- 2007 Gore-zima (Горе-зима - Iarna,anotimp al suferinței)
- 2008 Believe (produsă de Jim Beanz, Eurovision Song Contest 2008)
- 2008 Lonely
- 2009 Dancing Lady
- 2009 Lady
- 2009 Changes

## Legături externe
- Site oficial Arhivat în 30 aprilie 2008, la Wayback Machine.
- Club International (oficial)
- Dima Bilan Videos and Live performances
- Dima Bilan @ MTV Russia: IDOLS Arhivat în 11 februarie 2010, la Wayback Machine.

| Premii și realizări                                    | Premii și realizări                               | Premii și realizări                      |
| ------------------------------------------------------ | ------------------------------------------------- | ---------------------------------------- |
| Predecesor: Marija Šerifović cu "Molitva"              | Câștigător al Eurovision Song Contest 2008        | Succesor: Alexander Rybak cu "Fairytale" |
| Predecesor: Natalia Podolskaia cu "Nobody Hurt No One" | Rusia la Concursul Muzical Eurovision 2006        | Succesor: Serebro cu "Song #1"           |
| Predecesor: Serebro cu "Song #1"                       | Rusia la Concursul Muzical Eurovision 2008        | Succesor: Anastasia Prihodko cu "Mamo"   |
| Predecesor: Lena                                       | Best European Act la MTV Europe Music Awards 2012 | Succesor: Incumbent                      |